# Putscheid
Putscheid är en kommun och en by i nordöstra Luxemburg. Den ligger i kantonen Canton de Vianden och distriktet Diekirch, i den nordöstra delen av landet, 40 kilometer norr om huvudstaden Luxemburg. Antalet invånare är 1 039. Arean är 27,1 kvadratkilometer.
Terrängen i Putscheid är platt åt sydväst, men åt nordost är den kuperad.

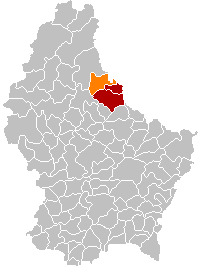
Putscheid markerad med orange i karta över Luxemburg

I omgivningarna runt Putscheid växer i huvudsak blandskog. Runt Putscheid är det ganska glesbefolkat, med 35 invånare per kvadratkilometer.